# Psilotagma decorata
Psilotagma decorata là một loài bướm đêm trong họ Geometridae.